# ITF Taipeh
Das ITF Taipeh (offiziell: OEC Taipei Ladies Open) war ein Tennisturnier des ITF Women’s Circuit, das in Taipeh, auf Teppichplatz ausgetragen wurde.

## Siegerliste

### Einzel
| Jahr                         | Siegerin          | Finalgegnerin     | Ergebnis      |
| ---------------------------- | ----------------- | ----------------- | ------------- |
| ↓ Kategorie: ITF 100.000+H ↓ |                   |                   |               |
| 2008                         | Jarmila Gajdošová | Corinna Dentoni   | 4:6, 6:4, 6:1 |
| 2009                         | Chan Yung-jan     | Ayumi Morita      | 6:4, 2:6, 6:2 |
| 2010                         | Shuai Peng        | Ayumi Morita      | 6:1, 6:4      |
| 2011                         | Ayumi Morita      | Kimiko Date-Krumm | 6:2, 6:2      |

### Doppel
| Jahr                         | Siegerinnen                     | Finalgegnerinnen                    | Ergebnis          |
| ---------------------------- | ------------------------------- | ----------------------------------- | ----------------- |
| ↓ Kategorie: ITF 100.000+H ↓ |                                 |                                     |                   |
| 2008                         | Chuang Chia-jung Hsieh Su-wei   | Hsu Wen-hsin Hwang I-hsuan          | 6:3, 6:3          |
| 2009                         | Chuang Chia-jung Chan Yung-jan  | Yayuk Basuki Riza Zalameda          | 6:3, 3:6, [10:7]  |
| 2010                         | Chuang Chia-jung Chang Kai-chen | Hsieh Su-wei Sania Mirza            | 6:4, 6:2          |
| 2011                         | Chan Yung-jan Jie Zheng         | Karolína Plíšková Kristýna Plíšková | 7:65, 5:7, [10:5] |